# Jakob Løkke

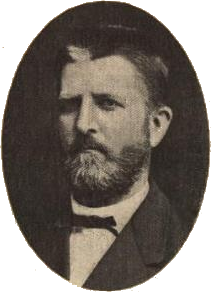
Jakob Løkke

Jakob Løkke, Jakob Olaus Løkke, (* 13. Februar 1829 in Trondheim; † 29. September 1881 in Berlin) war ein norwegischer Lehrer und Lehrbuchautor.

## Leben
Seine Eltern waren der Schreinermeister Ole Olsen Løkke (1799–1866) und dessen Frau Johanna (“Hanna”) Jakobsdatter Bugge (* 1797). Am 2. Januar 1856 heiratete er in Christiania Inger Marie Birgitte Hald (13. Mai 1830–5. März 1913), Tochter des Pfarrers Nils Christian Hald (1808–1896) und dessen Frau Maren Otte Fürst (1808–1892).
Jakob Løkke war in seinem ganzen Berufsleben Lehrer an der höheren Schule, die letzten 20 Jahre an der Kathedralschule in Christiania. Seine Lehrbücher und Lesebücher in Norwegisch, Englisch und Deutsch erschienen in vielen Auflagen. Einige waren bis in die 1970er Jahre in den Schulen in Gebrauch.
Seine frühe Jugend verbrachte er in Trondheim. Als er zehn Jahre alt war, zog seine Familie nach Tromsø, wo er die dortige Mittel- und Realschule besuchte. Das Examen artium legte er 1848 ab. Anschließend studierte er Philologie an der Universität Christiania. 1852 bestand er das Examen. Während des Studiums kam er in den Kreis „Det lærde Holland“. 1854 wurde er Lehrer, 1855 Adjunkt an der Schule in Lillehammer. Neben seinem Lehrerberuf betrieb er ab 1856 einen Buchhandel in der Stadt und war 1855 bis 1859 Redakteur der Zeitung Kristians Amtstidende. 1856 bis 1859 war er auch abwechselnd im Stadtparlament, mal Bürgermeister mal stellvertretender Bürgermeister. 1861 zog er nach Christiania zurück, als er dort eine Stelle als Adjunkt an der Kathedralschule bekam. Ein jahr später wurde er Oberlehrer an dieser Schule und deren Sekretär. Diese Stellen behielt er bis zum Tode.
Als Lehrer folgte er den klassisch-humanistischen Ausbildungsidealen. Von seinen Zeitgenossen wurde er als konservativ empfunden; denn er wandte sich gegen die verschiedenen Reformen im Schulwesen, die 1850 bis in die 1860er Jahre durchgeführt wurden.
Er begann bald, Lehrbücher zu verfassen: Die Formlehre der Muttersprache und eine Grammatik der Muttersprache für den Schulgebrauch. Dabei zeigte er sich im Sprachenstreit als Anhänger von Peter Andreas Munch. Seine Bücher erschienen schon zu seinen Lebzeiten in mehreren Auflagen, blieben aber bald hinter der Sprachentwicklung zurück. Er gab 1879 auch ein muttersprachliches Lesebuch für die Mittelschule zusammen mit einem Kollegen heraus. Seine Lehrbücher für Deutsch und Englisch waren länger im Gebrauch. 1856 erschien seine erste deutsche Grammatik, und seine Kurzgefasste deutsche Grammatik erschien noch 1965 in der 31. Auflage. Seine Englische Grammatik von 1867 und seine Kurzgefasste englische Grammatik von 1870 wurden bis 1900 verwendet. Dann wurden sie überarbeitet und so bis 1977 verwendet. Ibsen ließ sich bei seinem Aufenthalt in Dresden 1870 von Løkke seine Gedichte, die in norwegischen Zeitschriften erschienen waren, in Abschrift zuschicken.
Jakob Løkke war seit 1867 Mitglied der „Videnskabs-Selskab“ (Wissenschaftlichen Gesellschaft) in Christiania (heute „Det Norske Videnskaps-Akademi“). Er wurde 1878 Ritter des Nordstern-Ordens.
Er starb plötzlich in Berlin auf der Heimfahrt von einem Kuraufenthalt in Karlsbad.

## Veröffentlichungen (Auswahl)
- Modersmaalets Formlære i udførlig Fremstilling. 1855 (Nachdruck 2009 ISBN 978-82-7099-537-0)
- Tydsk Grammatik (Formlære). 1856 (2. Auflage 1865)
- Kort Omrids af Modersmaalets Grammatik. 1865 (Ab der 28. Auflage: Norsk grammatikk. 1921. 37. Auflage 1961)
- Modersmaalets Grammatik til Skolebrug. 1865
- Om Expeditionschef H. Nissens forestaaende nye Ordning af vort høiere Skolevæsen. 1865
- Engelsk Grammatik til Skolebrug. 1867
- Kortfattet Tydsk Grammatik, 1868 (31. Auflage von M. Østlid 1965)
- Tydsk Grammatik til Skolebrug. 1868
- Oversigt over Forhandlingerne ved den skandinaviske Retskrivningskongres i Stockholm. 1869
- Kortfattet engelsk Grammatik. 1870
- Engelske Forfattere i Udvalg 1875.
- Læsebog i Modersmaalet for Middelskolen. 2 Bände 1879
- Skizzer i Udvalg af Charles Dickens. 1881